# ماریو گلا
ماریو گلا (ایتالیایی: Mario Ghella؛ زادهٔ ۲۳ ژوئن ۱۹۲۹) دوچرخه‌سوار اهل ایتالیا است.
وی در مسابقات کشوری و بین‌المللی در مجموع برندهٔ ۱ مدال طلا شده‌است.